# Parametrisch echolood
Een parametrisch echolood is een echolood dat in de hydrografie gebruikt wordt om door middel van geluidsgolven onderwater diep de bodem in te kijken.

## Wat doet een echolood
Met een normaal echolood of bijvoorbeeld een multibeam echolood, kan alleen de diepte worden gemeten tot de waterlaag over gaat in een andere laag, zand bijvoorbeeld. Alle stoffen op aarde hebben een bepaalde dichtheid, daardoor weerkaatst geluid ook anders op elke substantie.
De diepte van, bijvoorbeeld, een zee kan op verschillende manieren worden bepaald. De meest voorkomende methode, tegenwoordig, is door het meten met geluidsgolven. Een verzonden geluidsgolf met een bepaalde frequentie weerkaatst op een laag waar deze niet meer door heen kan, de diepte van deze laag wordt dan op het scherm van het echolood weergegeven. Dit is een zeer vereenvoudigde uitleg voor het meten van dieptes in water. Door verschillende frequenties toe te passen kunnen dus verschillende lagen gepeild worden. Zo kan er bijvoorbeeld met een hoge frequentie alleen de méést ondiepe diepte gemeten worden, en met een lagere frequentie door een laag slib en de iets hardere bodem, vaak tot een diepte van enkele meters. Dit kan met een normaal singlebeam echolood worden uitgevoerd. De meest gangbare frequenties die daarvoor gebruikt worden zijn 210 kHz en 30-33 kHz. De 210 kilohertz echoloden zijn voor de ondiepe dieptes. In feite geldt dus: hoe lager de frequentie hoe dieper een geluidsgolf doordringt in bepaalde materialen.

## De werking van een parametrisch echolood

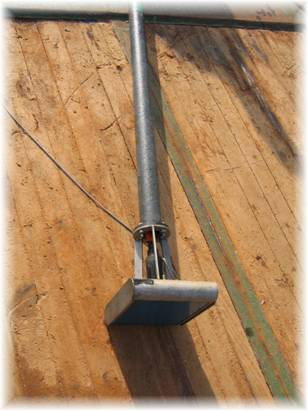
Het echolood zelf

Echosounder systemen worden wereldwijd gebruikt voor het bepalen van exacte waterdieptes, maar is ook van groot belang voor de structuur van de lagen sediment in de bodem.
Een nadeel van normale echoloden is bijvoorbeeld de beperkte horizontale resolutie door de lage geluidssnelheid. Het parametrisch echolood is goedkoper in de aanschaf en heeft een brede horizontale resolutie.
Een nieuwe manier om problemen met akoestische systemen op te lossen is het gebruik van het parametrische effect.
Het principe van het parametrische akoestische effect is het uitzenden van twee hoge frequenties met zeer hoge druk, dit resulteert in een niet-lineaire voortplanting van het geluid in het water. Er moet een lage frequentie gecreëerd worden, want die moet dus de bodem indringen. Om bijvoorbeeld een frequentie van 3 kHz te krijgen kan dus één enkele transducer gebruikt worden. Het nadeel is echter dat deze transducer heel groot is (hoe lager de frequentie hoe groter de transducer).
Een andere methode om aan die 3 kHz te komen is door 2 transducers met een hogere frequentie te gebruiken en dan het fase-verschil zó in te stellen dat er een verschil ontstaat in frequentie hoogte. Dat betekent dat je bijvoorbeeld een transducer van 210 kHz en een 207 kHz gebruikt. 210  - 207 = 3. Op deze manier kan dus ook die 3 kHz bereikt worden. Met 2 veel kleinere en goedkopere transducers.
De verschilfrequentie die ontstaat, heeft een aantal erg handige eigenschappen. De primaire, hoge, frequentie kan worden gebruikt om de nauwkeurige waterdiepte te bepalen, de secundaire lage frequentie kan de bodem doordringen en kan informatie over de sedimentlagen, eventueel voorwerpen en structuren met zeer hoge resolutie weergeven.

### Waar een parametrisch echolood voor wordt gebruikt
Het systeem wordt voornamelijk gebruikt door baggermaatschappijen. Enkele voorbeelden zijn:
- Opsporen van vloeibare modder en sliblagen.
- Het onderzoeken van morfologie en bodemstructuur.
- Bepalen van boorpunten voor grondonderzoek.
- Onderzoek naar delfstoffen en zand
- Onderzoek naar bedekte pijpleidingen en voorwerpen
- Marine archeologische onderzoeken van wrakken ed.

## Praktijk

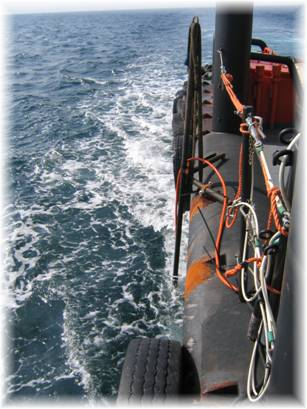
Bracket van echolood aan sleepboot Tarka

Als voorbeeld neem ik een zandzoek-project.
Als een parametrische survey is begonnen dan moet het systeem, de paal met de transducer, zo goed mogelijk worden geïnstalleerd. Bijvoorbeeld in een ‘moonpool’. Dat is een verticale schacht waarin een echolood of iets dergelijks kan worden geplaatst. In dit geval ideaal, want het echolood hangt stevig en is vrij van storingen van motor of andere trillingen. Er kan ook een bracket gelast worden om het geheel op te hangen aan een schip, bijvoorbeeld een sleepboot. Nadeel van dit systeem is dat de transducer buitenboord hangt, waardoor er met een minder hoge snelheid gevaren kan worden.
Om een optimaal resultaat te verkrijgen bij grondonderzoeken, moeten verschillende technieken worden gecombineerd, in de volgende stappen:
1. Bestudeer de al beschikbare bodem-informatie van het gebied.
2. Bepaal het interval tussen de verschillende te varen lijnen.
3. Voer de survey met het Parametrisch-echolood.
4. Bestudeer de resultaten behaald met de survey.
5. Bepaal waar en voer de grondboringen uit.
6. Combineer de resultaten van de survey en de boringen.

### Voorbeelden van resultaten

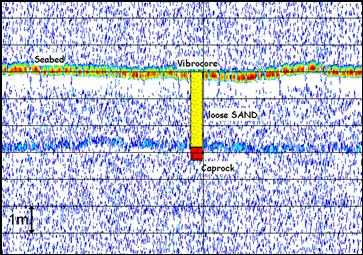
Met vibrocore

Een ‘vibrocore’ boring in de oceaan bodem, boort zo’n 5 meter in de bodem. Met de resultaten van de survey en boring is duidelijk zichtbaar dat het hier om een ongeveer 3 meter dikke laag los zand gaat, boven op een laag caprock (steensoort).

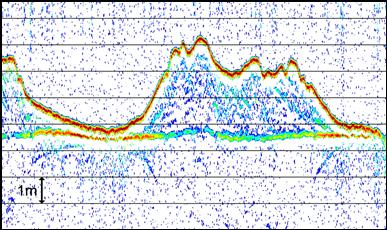
Zand heuvel

Hier is duidelijk zichtbaar dat een baggerschip zand gedumpt heeft.

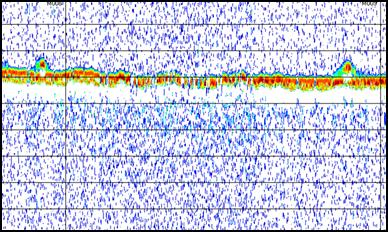
Pijpleiding

Als de exacte locatie van een object moet worden vastgesteld, kan een parametrische zoekaktie duidelijkheid bieden. Door bijvoorbeeld zigzaggend over een onder het zand liggende pijpleiding te surveyen kan de ligging duidelijk zichtbaar worden. Op deze afbeelding is een pijpleiding zichtbaar. Doordat er zigzaggend gevaren wordt is hij twee keer afgebeeld. Het gaat dus maar om één pijpleiding.